# Ibn Battuta
Ibn Battuta — споруджений у 2010 році потужний фрезерний земснаряд (cutter suction dredger).

## Характеристики
Судно спорудили на замовлення відомої бельгійської компанії Jan De Nul на хорватській верфі Uljanik Brodogradiliste у Пулі. Земснаряд назвали на честь відомого середньовічного арабського мандрівника Ібн Батути. Він став першим у серії з чотирьох суден, до яких також відносяться «Zheng He», «Fernão de Magalhães» та «Niccolò Machiavelli».
Силова установка, яка має загальну потужність 23,5 МВт, включає три головні двигуни MAN B&W 6L48/60B по 7,2  МВт, котрі приводять у дію генератори потужністю по 6,2 МВт.
Пересування до місця виконання робіт здійснюється зі швидкістю до 13 вузлів, що забезпечується приводом із двох моторів по 3,5 МВт (судно відноситься до дизель-електроходів).
Земснаряд призначений для робіт на глибинах до 35 метрів. Привід його фрези має потужність 7 МВт, а для видалення розрихленого нею ґрунту використовується занурений насос потужністю 4,5 МВт та два розміщені на борту два насоси по 5 МВт.
На борту забезпечується проживання 46 осіб.

## Завдання судна
Невдовзі після спорудження, влітку 2010-го, судно розпочало виконання завдання у Аргентині на каналі Emilio Mitre, який забезпечує прохід в естуарій Ла-Плата. Власник земснаряду Jan De Nul з 1995 року має підряд на обслуговування судового ходу по одній з найважливіших трас Південної Америки — через естуарій та далі по річці Парані. Тут постійно працюють землесосні судна компанії, а раз на кілька років залучають фрезерний земснаряд для розчистки зазначеного вище каналу.
В 2011-му Ibn Battuta виконав завдання на протилежній стороні Атлантики, у ангольському порту Амбріз (сотня кілометрів на північ від столиці країни Луанди). А на початку березня 2011-го судно прибуло до В'єтнаму, де в північно-центральній провінції Хатінь у індустріальній зоні Вунг-Анг планувалось спорудження металургійного комбінату компанії Formosa Ha Tinh Steel Corporation, яка належить Formosa Plastics Group (має різнобічні інтереси — зокрема, споруджує у США нову установку парового крекінгу в Пойнт-Комфорт). Контракт одразу розраховували не менше ніж на два роки, оскільки запланований для обслуговування комплексу глибоководний порт лише у першій фазі мав 11 причалів, більшість з яких була здатна приймати судна дедвейтом до 50 тисяч тонн. Через порт повинні передусім здійснюватись вивіз металопродукції та імпорт вугілля (як коксівного, так і енергетичного, призначеного для спорудженої одночасно з комбінатом теплової електростанції потужністю 2,15 ГВт). Можливо відзначити, що для цього проекту також задіяли цілий ряд інших земснарядів компанії Jan De Nul, включаючи однотипний фрезерний Zheng He, а також землесосні Leiv Eiriksson, Cristobal Colon, Vasco Da Gama, Juan Sebastian De Elcano, Vitus Bering.
У 2015 році судно задіяли у значно відомішому проекті — спорудженні другого Суецького каналу. Тут працювало більше двох десятків земснарядів, в тому числі сім фрезерних (включаючи два однотипні «Zheng He» та «Fernão de Magalhães»). В один із днів «Ibn Battuta» зумів вибрати рекордний на цьому будівництві об'єм — 230 тис. м3 (щоправда, у легких ґрунтах) і він же перший досяг на своїй ділянці проектної глибини у 24 метри.
Після єгипетського проекту восени 2015-го судно пройшло ремонт з елементами модернізації на катарській верфі Nakilat-Keppel Offshore & Marine (N-KOM, розташована у тій же індустріальній зоні, що і найбільший в світі завод з виробництва зрідженого газу Рас-Лаффан ЗПГ).
У січні 2016 року «Ibn Battuta» прибув у Гвінейську затоку, де взявся за другий етап робіт над ганським глибоководним портом Такораді. Він продовжив роботу, почату раніше ще одним однотипним земснарядом «Niccolò Machiavelli», збільшивши глибини з 14 до 16 метрів.
Влітку того ж року «Ibn Battuta» перейшов на східне узбережжя затоки, до порту Пуент-Нуар (Республіка Конго). Тут належало провести очистку акваторії площею 40 гектарів.
В 2017-му земснаряд виконував роботи в Карибському морі поблизу ямайської столиці Кінгстону. За рік до того завершили розширення Панамського каналу і тепер оператор кінгстонського порту вирішив провести модернізацію з можливістю обслуговування контейнеровозів класу Нью-Панамакс.
Осінню 2018-го «Ibn Battuta» узявся за роботи з поглиблення зовнішнього та внутрішнього підхідних каналів і внутрішньої акваторії аргентинського порту Кекен (Quequén, чотири сотні кілометрів південніше від Буенос-Айресу), де планували приймати судна осадкою до 14 метрів. В парі з «Ibn Battuta» працював землесосний снаряд «Vitus Bering», який вибирав розрихлений фрезою попереднього судна ґрунт. Проект був розрахований на чотири місяці.
Завданням на першу половину 2019-го були роботи з модернізації підхідного каналу найбільшого еквадорського порту Ґуаякіль. Тут запланували збільшити глибини до 12,5 метрів, для чого на судновому ході довжиною 95 км необхідно було вилучити 25 млн м3 грунту. До робіт за проектом окрім "Ibn Battuta" залучили землесосні снаряди «Vitus Bering», "Pedro Alvares Cabral" і "Francis Beaufort".
В червні 2019-го "Ibn Battuta" повернувся до Кекену, де продовжив роботи, на цей раз із землесосним снарядом "Afonso de Albuquerque".
Щонайменше між груднем 2019-го та лютим 2020-го земснаряд працював у порту Буенос-Айресу, де було потрібно вилучити 7 млн м3 грунту.
Влітку 2022-го "Ibn Battuta" працював у марокканському середземноморському порту Надор над одним із завершальних етапів створення контейнерного терміналу (проект Nador West Med Port).
Відомо про участь "Ibn Battuta"  в роботах над розвитком бангладеського порту Пайра, де між листопадом 2022-го та березнем 2023-го також працювали фрезерний земснаряд "J.F.J. De Nul" та землесосні снаряди "James Cook", "Diogo Cao", "Bougainville" та "Francesco Di Giorgio", що сумісно вилучили біля 50 млн м3 грунту для доведення глибин до 10,5 метрів.
Є відомості про роботи зі створення зони пріоритетного розвитку Худайріат (Hudayriat, знаходиться на південний захід від Абу-Дабі) між січнем 2023-го та лютим 2025-го, для чого залучали "Ibn Battuta" та ще один фрезерний земснаряд «Niccolò Machiavelli».